# Canale di Vivari
Il canale di Vivari rappresenta lo sbocco in mare del lago o laguna di Butrinto, all'estremo sud dell'Albania. 
Mentre l'antico porto di Butrinto, già utilizzato dalle navi della repubblica di Venezia, si trovava nell'ansa a nord ovest del canale di Vivari ed è attualmente insabbiato (profondità non superiore a due metri) è invece possibile accedere al canale dal mare con imbarcazioni di pescaggio non superiore ai 3 metri e giungere sino al traghetto a fune, che consente il passaggio da una sponda all'altra del canale.